# Enfermedad de la motoneurona
La enfermedad de la motoneurona es un grupo de trastornos neurológicos que afectan selectivamente a las motoneuronas y producen una serie de síntomas característicos. Los diferentes trastornos incluidos son heterogéneos y pueden obedecer a múltiples causas, siendo algunos de ellos hereditarios.

## Concepto de motoneurona
Las neuronas motoras o motoneuronas son un tipo de neuronas del sistema nervioso que se encuentran situadas en el cerebro —en la 4.ª de las áreas de Brodmann— y en la médula espinal. Tienen la función de producir los estímulos que provocan la contracción de los diferentes grupos musculares del organismo. Son imprescindibles por lo tanto para las actividades cotidianas que precisan contracción muscular: andar, hablar, mover las manos y en general todos los movimientos del cuerpo.

## Tipos de motoneurona
Se pueden distinguir para su estudio dos tipos de motoneuronas, según su ubicación:
- Primera motoneurona o motoneurona superior: Se encuentran en la corteza cerebral y emiten terminaciones nerviosas que forman el llamado sistema piramidal que conecta con la médula espinal.

- Segunda motoneurona o motoneurona inferior: Están situadas en el asta anterior de la médula espinal y emiten terminaciones nerviosas que llegan directamente a los músculos del organismo y provocan su contracción voluntaria.

## Síntomas
Las enfermedades de la motoneurona producen una deficiencia en la capacidad de realizar movimientos voluntarios (afectación motora) y fasciculaciones. Las fasciculaciones son pequeñas contracciones involuntarias que se pueden percibir fácilmente como pequeños movimientos bajo la piel o detectarse mediante pruebas diagnósticas como el electromiograma. No afectan a las capacidades mentales superiores como inteligencia o memoria.

### Síndrome de motoneurona superior (síndrome piramidal)
Se produce cuando se lesionan las vías motoras descendentes desde la corteza cerebral hasta la médula espinal.
• Distribución de la debilidad: el síndrome de la motoneurona superior afecta a grupos musculares amplios y nunca afecta a músculos individuales, debido a que afectan a fibras superiores que conectan con muchas neuronas inferiores, que a su vez inervan y contraen a distintos músculos. Se producen movimientos involuntarios incontrolados (sincinesias).
• Si la lesión es unilateral puede dar lugar a monoparesia o hemiplejia —más frecuente—. Si la lesión está por encima de la decusación, en el encéfalo, la hemiplejia es contralateral. Pero si por el contrario la lesión está por debajo de la decusación, la hemiplejia es ipsilateral.
• Si la lesión es bilateral el paciente presenta tetraplejía o paraplejia dependiendo del nivel de la lesión.
• Si se afectan los músculos faciales, sólo vamos a apreciar clara debilidad en la porción inferior —desviación de la comisura labial— debido a que los músculos faciales inferiores están inervados por el hemisferio contralateral, y los músculos faciales superiores están inervados por los dos lados —bihemisférica— por lo que si existe lesión de alguno de los hemisferios queda compensado con el otro hemisferio. Los músculos del cuello, tronco, mandibulares y extraoculares apenas se van a ver afectados unilateralmente por esa inervación hemisférica.
• En las extremidades suele haber mayor afectación de la musculatura distal y se ven afectados los movimientos finos y de precisión.
• Atrofia. No es característica la atrofia marcada, sino moderada y secundaria al desuso.
• Tono muscular y reflejos musculares. En la fase aguda puede haber un episodio transitorio de hipotonía —flacidez— y disminución de los reflejos, pero posteriormente el tono se incrementa —espasticidad— y los reflejos aumentan —hiperreflexia—. Este ascenso del tono se debe a que el arco reflejo pierde influencias que normalmente recibe de las estructuras nerviosas superiores, estando el arco reflejo desinhibido.
La espasticidad es un tipo de hipertonía.
• La resistencia que nota el explorador depende de la velocidad del desplazamiento. Resistencia ante los movimientos pasivos debido a la espasticidad.
• Fenómeno de la navaja. La resistencia es mayor al principio hasta que cede.
• No afecta de forma homogénea a los músculos agonistas y antagonistas: en los MMII predominan en los músculos extensores y en los MMSS predomina en los músculos flexores, lo que justifica la postura de estos pacientes: flexión y pronación de los MMSS y en el MMII extensión y aducción y con el pie en flexión plantar e inversión —pie equino varo—. También justifica la marcha hemipléjica en guadaña o del segador —circunducción de un miembro inferior, elevación de la pelvis—.
• Cuando se lesiona la vía piramidal el reflejo cutáneo plantar se hace extensor —signo de Babinski— y abolición del reflejo abdominal en el lado afectado.
• En el síndrome de la motoneurona superior no hay fasciculaciones. Estas van a ser características del síndrome de motoneurona inferior.

### Síndrome de motoneurona inferior
Se produce cuando la lesión está situada en el asta anterior de la médula espinal.
• La distribución de la debilidad depende de la estructura lesionada y puede afectar a un único músculo o a un grupo restringido de músculos.
• Presencia de fasciculaciones. Son contracciones espontáneas de una o más unidades motoras. Se observan, por inspección, como “saltitos” en el vientre muscular y también por electromiografía (EMG).
Además con la denervación pueden aparecer fibrilaciones, que son contracciones de fibras musculares aisladas detectados por el electromiograma.
| Síndrome de motoneurona superior (piramidal)         | Síndrome de motoneurona inferior     |
| Atrofia muscular moderada                            | Atrofia muscular marcada             |
| Tono muscular: Hipertonía                            | Tono muscular: Hipotonía             |
| No existen fasciculaciones                           | Presencia de fasciculaciones         |
| Reflejo cutáneo plantar extensor (signo de Babinski) | Reflejo cutáneo plantar flexor       |
| Reflejos osteotendineos: aumentados                  | Reflejos osteotendineos: disminuidos |
| Afectación de grupos musculares amplios, hemiplejia  | Distribución restringida o difusa.   |

## Principales enfermedades
- Esclerosis lateral amiotrófica. Es la variedad más frecuente y se conoce con las siglas ELA.
  - Síndrome de Vulpian-Bernhardt. Es un fenotipo del ELA
- Esclerosis lateral primaria.
- Atrofia muscular progresiva.
- Enfermedad de Kennedy o atrofia muscular progresiva espinobulbar.
- Enfermedad de Hirayama o atrofia monomélica.
- Atrofia muscular espinal.
  - AME I. Forma infantil grave o enfermedad de Werdnig-Hoffman.
  - AME II. Forma intermedia.
  - AME III. Forma juvenil, de carácter leve. También llamada enfermedad de Kugelberg-Welander.
  - AME IV. Forma leve del adulto.[3]

| Tipo                           | Degeneración de 1ª motoneurona (superior) | Degeneración de 2ª motoneurona (inferior) |
| Esclerosis lateral amiotrófica | Sí                                        | Sí                                        |
| Esclerosis lateral primaria    | Sí                                        | No                                        |
| Atrofia muscular progresiva    | No                                        | Sí                                        |
| Atrofia muscular espinal       | No                                        | Sí                                        |
| Enfermedad de Kennedy          | No                                        | Sí                                        |